# سیل ساحلی

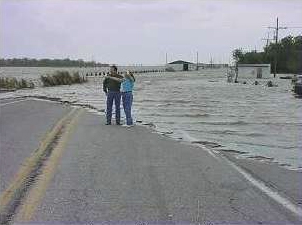
نمایی از سیل ساحلی در لوییزیانا - ۲۰۰۲

سیل ساحلی زمانی اتفاق می‌افتد که به‌طور معمول زمین‌های خشک شدهٔ کم‌عمق، توسط آب دریا سیلابی شوند. میزان سیل ساحلی عملکردی است که از طریق افزایش ارتفاع آب‌های سیلابی در داخل می‌شوند که توسط توپوگرافی زمین‌های ساحلی در معرض سیل قرار می‌گیرند. آب دریا می‌تواند زمین را از طریق چندین مسیر مختلف وارد خود کند:
- فرورفتن مستقیم — جایی که ارتفاع دریا بالاتر از ارتفاع زمین است، اغلب در جایی که امواج طبیعی مانع یک سیستم صخره می‌شوند.
- سرنگونی یک مانع — مانع ممکن است طبیعی یا انسانی باشد و به‌دلیل شرایط تورم در طول طوفان و یا سرازیرهای زیاد، اغلب در قسمت‌های باز ساحل این اتفاق رخ می‌دهد. ارتفاع امواج بیش از ارتفاع مانع است و آب بالای سد جریان زمین را در پشت آن سیلابی می‌کند. بلندتر بودن می‌تواند جریان‌های با سرعت بالا را به‌وجود آورد که می‌تواند مقادیر قابل توجهی از سطح زمین را تخریب کند که می‌تواند ساختارهای دفاعی را هم تضعیف کند.[۳]
- شکستن یک مانع — مجدداً مانع ممکن است طبیعی یا انسانی باشد، و شکستن در سواحل باز در معرض امواج بزرگ قرار بگیرد. شکستن جایی است که مانع از طریق امواج شکسته شود و اجازه دهد که آب دریا در داخل زمین گسترش یابد.

سیل ساحلی عمدتاً یک بلای طبیعی است، با این حال نفوذ انسان در محیط ساحلی می‌تواند سیل‌های ساحلی را تشدید کند. استخراج آب از مخازن آب‌های زیرزمینی در سیل ساحلی می‌تواند باعث تخریب زمین شده و خطر سیل را افزایش دهد. سازه‌های حفاظت شده هندسی در امتداد ساحل مانند دیوارهای دریایی فرایندهای طبیعی ساحل را تغییر می‌دهند که اغلب منجر به فرسایش در دامنه‌های مجاور ساحل می‌شود که همچنین خطر سیل را افزایش می‌دهد.